# Китайская деревня
Китайская деревня в Александровском парке Царского Села — предпринятая при Екатерине Великой попытка строительства деревни в китайском стиле, дабы следовать распространившейся в европейском искусстве XVIII века моде на шинуазри («китайщину»).

## История
Вдохновляясь, вероятно, аналогичным проектом в Дроттнингхольме, Екатерина II приказала Антонио Ринальди и Чарлзу Камерону сделать проект деревни на основе китайской гравюры из её личной коллекции. Деревня должна была состоять из 18 стилизованных китайских домов, над которыми возвышалась бы восьмиугольная куполообразная обсерватория.
После того как планы Екатерины в её стремлении привлечь к работе настоящего китайского архитектора потерпели неудачу, русскому послу в Лондоне было поручено получить для Царского Села копию созданной Уильямом Чемберсом в Королевских ботанических садах Кью пагоды, являвшейся центральной структурой архитектуры шинуазри.
В 1782 году началась постройка четырёх первых одноэтажных домиков и восьмиугольного павильона-пагоды под руководством Камерона. Из задуманных 18 домиков к концу 1790-х было достроено только 10.
После смерти Екатерины в 1796 году работы были приостановлены. Они не возобновлялись до 1818 года, когда Александр I попросил Василия Стасова перестроить деревню, чтобы предоставлять в ней жильё своим гостям. Двенадцать домиков были попарно объединены. Роспись стен выполнил Ф. Д. Брандуков, перепланировкой руководил В. М. Горностаев. Хотя большая часть оригинального убранства в восточном стиле в итоге была уничтожена, восстановленная деревня предоставляла жильё для таких именитых гостей, как Николай Михайлович Карамзин, который работал над своей «Историей государства Российского» в одном из её домов в период между 1822 и 1825 годом.
Не была построена задуманная многоярусная башня, домики не были облицованы фаянсовыми плитками, как это задумывалось. Павильон-«обсерватория» был покрыт временной деревянной кровлей и остался без двухъярусного бельведера, при Стасове он получил купол вместо спроектированной В. И. Нееловым кровли с высоко поднятыми углами.
Китайский театр оперы был построен недалеко от деревни в 1779 году. Именно там итальянский композитор Джованни Паизиелло представлял свои новые оперы русской императрице. Премьера «Плодов просвещения» Льва Николаевича Толстого состоялась там же. Театр был сожжён 15 сентября 1941 года и с тех пор не восстанавливался.
К деревне ведут пять мостов. Драконов мост, названный так из-за украшающих его четырёх цинковых фигур крылатых драконов, и Большой китайский мост, известный благодаря розовым гранитным вазам и имитационным ветвям кораллов, были завершены в 1785 году. Крестовый мост был построен архитекторами братьями Неёловыми шестью годами ранее. В 1860 году на Большом китайском мосту были установлены статуи четырёх китайцев работы скульптора Шварца, уничтоженные во время Великой Отечественной войны и ныне воссозданные. Также рядом расположены Малые Китайские мосты.
Деревня была отреставрирована под руководством Ипполита Монигетти в 1859—1861 годах.
Во время Великой Отечественной войны комплекс Китайской деревни получил серьёзные повреждения. Послевоенное восстановление шло тяжело и медленно, так как все работы выполнялись только за счёт собственных средств музея-заповедника. До 1960-х в Китайской деревне были коммунальные квартиры. В середине 1990-х годов был заключен контракт с датской компанией «ТК Девелопмент Пушкин», которая обязалась восстановить весь комплекс в обмен на право его аренды на 49 лет. Открытие 1-й очереди комплекса «Китайская деревня» состоялось в ноябре 1998 года. В результате реконструкции в домиках Китайской деревни было создано 28 апартаментов, сдаваемых в аренду, прибыль от которой делится пополам между датчанами и музеем-заповедником «Царское Село».